# Asa molhada
Uma asa molhada é uma técnica utilizada na engenharia aeroespacial onde a estrutura da asa de um avião é selada e usada como um tanque de combustível. Asas molhadas também são chamadas de tanques integrais de combustível. Eliminando a necessidade de reservatórios de combustível, a aeronave pode pesar menos e o momento fletor na raiz da asa, causado pela geração de sustentação, é reduzido. Isto oferece uma maior redução no peso e permite que componentes estruturais mais leves possam ser utilizados, já que eles sofrerão menores esforços de flexão.
Asas molhadas são comuns entre a maioria das aeronaves civis, desde grandes aviões de transporte, como os aviões comerciais, até as pequenas aeronaves da aviação geral. Devido os tanques serem uma parte integral da estrutura, eles não podem ser removidos e necessitam de painéis de acesso para manutenções de rotina e inspeções visuais.
Uma desvantagem da asa molhada é que cada rebite, parafuso, porca, mangueira e tubo que penetra o asa deve ser selado para evitar que o combustível vaze ou que escoa em torno destes componentes. Este selante deve permitir a expansão e contração devido às rápidas mudanças de temperatura (como quando um combustível frio é bombeado para um tanque quente na asa), e deve manter suas propriedades de vedação quando submerso em combustível e quando deixado vazio por longos períodos de tempo. Trabalhar com este selante pode ser difícil e fazer a manutenção em um selante antigo dentro de um pequeno tanque na asa pode ser ainda mais difícil, se o selante antigo precisar ser removido antes de se aplicar o selante novo.